# Герасимов, Михаил Степанович
Михаи́л Степа́нович Гера́симов (Мика́й Г., 7 октября 1885, д. Ильнеть, Кураковская волость, Елабужский уезд, Российская империя — 7 апреля 1944, там же) — татарский и марийский советский поэт, педагог-просветитель. Герой Труда. Считается одним из основоположников марийской поэзии.

## Биография
Родился 7 октября 1885 года в деревне Ильнеть Кураковской волости Елабужского уезда Вятской губернии Российской империи в зажиточной крестьянской семье.
После окончания начальной школы, в четырнадцатилетнем возрасте начал работать сельским учителем. В 1900—1903 годах учился в Елабужской второклассной учительской школе, в 1905 году экстерном сдал экзамены на звание учителя в Казанской учительской семинарии.
В 1905—1907 годах Михаил Герасимов налаживал связь с прогрессивно настроенными рабочими, пропагандировал революционные идеи, распространял среди населения листовки, газеты и брошюры. Во время разгула реакции ему приходилось терпеть жесткие притеснения и менять место жительства и работы. В 1908—1912 годах работал учителем в деревне Мари-Возжай, находясь под негласным надзором полиции.
В 1915 году Михаил Герасимов был мобилизован в царскую армию и два года пробыл на фронтах империалистической войны. Был ранен, контужен. В 1918 году вернулся на родину и снова стал работать в школе. Вёл активную деятельность по преобразованию марийской деревни: организатор ликбезов, с/х кружка. Был инспектором Елабужского уездного отдела образования по марийским школам, позже — директором школы, учителем-методистом.
Во времена культа личности И. Сталина Г. Микай приютил в своей родной деревне поэта Осмина Йывана и его семью, дал ему в школе работу, таким образом спас будущего народного поэта от репрессий.
Сын Г. Микая — известный марийский музыковед, доктор искусствоведения О. М. Герасимов.
Умер 7 апреля 1944 года, похоронен на родине.

## Творчество
Писать начал в 1905 году. Создавал стихотворения, проникнутые мыслями о свободе, пафосом борьбы за социальное равноправие: «Рестан» («Арестант»), «Илыш» («Жизнь»), «Эр кече» («Утреннее солнце») и другие. Эти и написанные позже стихи были собраны в книгу под названием «Сескем-влак» («Искры») и изданы в 1920 году в Елабуге (Татария).
Первым среди марийских поэтов обратился к жанру басни. Поэт едко высмеивал представителей господствующих классов, их скупость, алчность, выступал в защиту простого неимущего крестьянина. Печатал также публицистические материалы, написал несколько пьес, но до нас дошли только две из них — «Суд» и «Пекшик кува» («Пекшиева жена»). Им была написана поэма «Маркай», но сохранились только отрывки из неё. Отрывок из этой поэмы под названием «Гусли» был положен на музыку первым марийским композитором И. С. Ключниковым-Палантаем и в 1920-е годы стал популярной песней.
Известны также сборники избранных произведений Г. Микая «Почеламут ден басня-шамыч» («Стихи и басни»), «Эрык» («Свобода»), где содержались его стихотворения, басни, песни, сказки и пьесы.
Произведения Г. Микая переведены на русский, татарский, чувашский, удмуртский и венгерский языки.
По оценке М. Казакова, Г. Микай — один из первых каменщиков марийской литературы.

## Основные произведения
Произведения Г. Микая на марийском языке и в переводе на русский язык:

### На марийском языке
- Сескем-влак [Искры : стихи]. Елабуга, 1920. 44 с.
- Чавайнлан: почеламут // У вий. 1936. № 1. С. 65; Ончыко. 1996. № 6.
- Почеламут ден басня-шамыч [Стихи и басни]. Йошкар-Ола, 1948.
- Йолташ ; Кÿсле ; Ӱмыр: почеламут-влак. // Пеледыш корно. Йошкар-Ола, 1951. С. 18—22.
- Революцийым моктымо муро ; Кусле : почеламут-влак. // Сылнымут пого. Йошкар-Ола, 1960. С. 21—22.
- Эрык : почеламуг, басня, муро, йомак, пьеса [Свобода : стихи, басни, песни, сказки, пьесы]. Йошкар-Ола, 1980. 120 с.
- Алдар: ойлымаш // Ончыко. 1985. № 5. С. 98—101.
- Маскаиге: басня-влак. [Медвежонок: басни]. Йошкар-Ола, 1998. 28 с.

### В переводе на русский язык
- Весна: стихи / пер. С. Сомовой // Песнь любви. Т. 2. М., 1972. С. 118; Песня, ставшая книгой: рожденная Октябрем поэзия. М., 1982. С. 373.
- Узник; Утреннее солнце; Песня о революции; Родник; Гусли; Весна / пер. Э. Левонтина, С. Сомовой, А. Казакова, С. Олендера // Марийская поэзия. М., 1960. С. 79—87; Соловьиный родник. Йошкар-Ола, 1984. С. 14—18.

## Память
- Имя поэта и педагога Г. Микая носит Ильнетьская средняя школа Менделевского района Татарии.
- 18 июня 1955 года памятник Г. Микаю установлен на его малой родине в д. Ильнеть[6].

## Звания и награды
За заслуги в деле народного просвещения в 1924 году он был удостоен звания Герой Труда.